# Франк Руанды
Франк Руанды или руандийский франк (руанда ifaranga, мн. ч. — amafaranga) — национальная валюта Руанды, равная 100 сантимам.

## История
В 1916 году после перехода Руанды от Германии к Бельгии вместо рупии Германской Восточной Африки был введён франк Бельгийского Конго, в 1960 году заменённый на франк Руанды и Бурунди. В 1964 году последний, являвшийся единой валютой для Руанды и Бурунди, был заменён на франк Руанды.

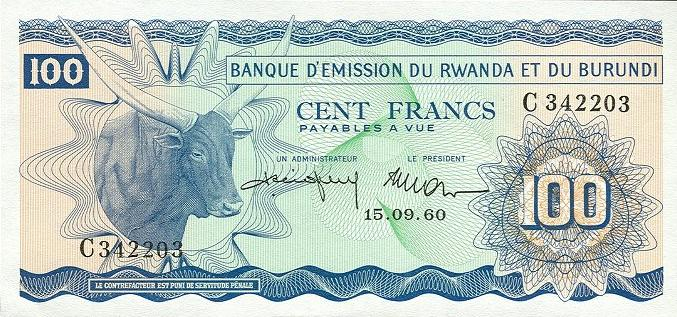
100 франков образца 1960 года

## Монеты
В обращении находятся монеты номиналом в 1, 5, 10, 20, 50 и 100 франков.
| Изображение | Номинал     | Материал                 | Диаметр (мм) | Толщина (мм) | Масса (г) | Гурт      | Годы выпуска   |
| ----------- | ----------- | ------------------------ | ------------ | ------------ | --------- | --------- | -------------- |
|             | 1 франк     | алюминий                 | 16           | 1,6          | 0,7       | гладкий   | 2003           |
|             | 5 франков   | сталь, плак. латунью     | 20           | 1,55         | 3         | гладкий   | 2003 2009      |
|             | 10 франков  | сталь, плак. латунью     | 24           | 1,7          | 5         | гладкий   | 2003 2009      |
|             | 20 франков  | сталь, плак. никелем     | 20           | 1,75         | 3,5       | рубчатый  | 2003 2009      |
|             | 50 франков  | сталь, плак. никелем     | 24           | 1,85         | 5,7       | с вырезом | 2003 2009 2011 |
|             | 100 франков | центр: Cu, кольцо: Cu+Ni | 26           | 1,97         | 7,47      | гладкий   | 2007           |

## Банкноты
В обороте находятся банкноты номиналом: 500, 1000, 2000 и 5000 руандийских франков различных годов выпуска. Банкноты номиналами 2000 и 5000 руандийских франков образца 2014 года были напечатаны в России АО «Гознак».
Все банкноты, выпущенные до 2004 года были аннулированы с 1 января 2010.
| Серия 2004—2013 годов                           | Серия 2004—2013 годов | Серия 2004—2013 годов | Серия 2004—2013 годов | Серия 2004—2013 годов | Серия 2004—2013 годов             | Серия 2004—2013 годов                         | Серия 2004—2013 годов |
| Изображение                                     | Изображение           | Номинал (франков)     | Размеры (мм)          | Основные цвета        | Описание                          | Описание                                      | Годы печати           |
| Лицевая сторона                                 | Оборотная сторона     | Номинал (франков)     | Размеры (мм)          | Основные цвета        | Лицевая сторона                   | Оборотная сторона                             | Годы печати           |
| ----------------------------------------------- | --------------------- | --------------------- | --------------------- | --------------------- | --------------------------------- | --------------------------------------------- | --------------------- |
|                                                 |                       | 500                   | 135×72                | зелёный, жёлтый       | здание Национального банка Руанды | сборщики чая                                  | 2004 2008             |
|                                                 |                       | 500                   | 135×72                | серый, голубой        | коровы                            | школьники за ноутбуками                       | 2013                  |
|                                                 |                       | 1000                  | 140×72                | синий, голубой        | здание Национального музея Руанды | золотая обезьяна в национальном парке Бирунга | 2004 2008             |
|                                                 |                       | 1000                  | 140×72                | синий, голубой        | здание Национального музея Руанды | золотая обезьяна в национальном парке Бирунга | 2015                  |
|                                                 |                       | 2000                  | 142×72                | фиолетовый, красный   | спутниковая тарелка и радиомачта  | кофейные зёрна                                | 2007                  |
|                                                 |                       | 2000                  | 142×72                | фиолетовый, красный   | спутниковая тарелка и радиомачта  | кофейные зёрна                                | 2014                  |
|                                                 |                       | 5000                  | 145×72                | красный, коричневый   | горилла                           | национальные сосуды с крышками                | 2004 2009             |
|                                                 |                       | 5000                  | 145×72                | красный, коричневый   | горилла                           | национальные сосуды с крышками                | 2014                  |
| Масштаб изображений — 1,0 пикселя на миллиметр. |                       |                       |                       |                       |                                   |                                               |                       |